# 坂元宗和
坂元 宗和（さかもと むねかず、1949年（昭和24年） - 2010年（平成22年）6月）は、日本の言語学者。情報工学研究者。工学博士。

## 来歴
東京大学教養学部理科一類から東京大学文学部に進み、同学部言語学科を卒業する。企業にシステムエンジニアとして勤務後、1982年から東京大学生産技術研究所助手となる。1993年、「2次元コンピュータ・グラフィックスのフォントおよび模様デザインへの応用に関する研究」で工学博士号を東京大学より取得した。

## 論文
<Cinii<坂元宗和

## 翻訳書
- Margaret・F・Willerding『算数から数学へ』(1・2）東京図書、1973年